# اریک اندرسن (دوچرخه‌سوار)
اریک اندرسن (انگلیسی: Erik Andersen; ۱۵ اوت ۱۹۰۲ – ۲ ژانویهٔ ۱۹۸۰) دوچرخه‌سوار اهل دانمارک بود.